# Sigurður Sigurðsson (Leichtathlet)
Sigurður Sigurðsson (* 22. April 1914 in Vestmannaeyjar; † 12. April 1982 in Reykjavík) war ein isländischer Leichtathlet.
Er nahm an den Olympischen Sommerspielen 1936 in Berlin teil. Im Hochsprungwettkampf belegte er den 23. und im Dreisprungwettkampf den 22. Rang.